# Đại Sơn (Quảng Nam)
Đại Sơn is een xã in het district Đại Lộc, een van de districten in de Vietnamese provincie Quảng Nam.
De Boung en de Cái komen in Đại Sơn samen en vormen vanaf hier de Vu Gia.